# Liparis cladophylax
Liparis cladophylax är en orkidéart som beskrevs av Rudolf Schlechter. Liparis cladophylax ingår i släktet gulyxnen, och familjen orkidéer. Inga underarter finns listade i Catalogue of Life.